# Smells Like Teen Spirit
"Smells Like Teen Spirit" je pjesma američkog grunge sastava Nirvana s njihova drugog studijskog albuma Nevermind. Napisali su je Kurt Cobain, Krist Novoselic i Dave Grohl, a producirao ju je Butch Vig. Smatra se njihovim prvim i najuspješnijom hitom, a nalazila se na 6. mjestu Billboard Hot 100 top ljestvice te na visokim pozicijama na top ljestvicama diljem svijeta 1991. i 1992. godine.
Često je proglašavana "himnom bezvoljne djece" generacije X. 
Objavljivanje ove pjesme mnogi također smatraju trenutkom kada je alternativni rock stekao široku popularnost.
Pjesma je dobila mnoge pohvale glazbenih kritičara, a videospot je dobio dvije nagrade na MTV Video Music Awardsu. I nakon Cobainove smrti, slušatelji i kritičari smatraju je jednom od najboljih rock-pjesama svih vremena.

## Početci i snimanje
U siječnju 1994. u intervjuu za časopis Rolling Stone Cobain je izjavio da je "Smells Like Teen Spirit" bio pokušaj da napiše pjesmu u stilu sastava Pixies, kojima se divio, te ju je počeo pisati par tjedana prije početka snimanja njihovog drugog studijskog albuma Nevermind. Kad je prvi put predstavio pjesmu ostalim članovima sastava, odsvirao je samo glavni riff, te refren, što se isprva nije svidjelo basistu Kristu Novoselicu. Kao odgovor, Cobain je natjerao sastav da sat i po neprekidno sviraju riff. Dok su svirali, Krist je predložio da bude sporiji, te kad su ga ponavljali Dave Grohl je dodao i bubnjarski ritam. Kao rezultat toga, postala je jedina pjesma na albumu za koju su kao suatori potpisana sva tri člana.
Cobain je ime pjesme smislio kada je njegova prijateljica Kathleen Hanna, tada pjevačica riot grrrl sastava Bikini Kill, napisala sprejem na zidu "Kurt Smells Like Teen Spirit". Budući da su tada raspravljali o anarhizmu, punk rocku i sličnim temama, Cobain je smatrao da slogan ima revolucionarno značenje. No Hanna je zapravo njime htjela reći da Cobain miriše poput dezodoransa "Teen Spirit", kojega je nosila njegova tadašnja djevojka Tobi Vail. Kurt je kasnije izjavio da nije znao za to do nekoliko mjeseci nakon objavljivanja singla.
"Smells Like Teen Spirit" je kao i "Come as You Are" bila jedna od rijetkih novih pjesmi koja je napisana nakon prvog snimanja 1990. godine s producentom Butchom Vigom. Prije početka snimanja Neverminda, sastav je poslao Vigu demokasetu s probama pjesmi, koji je, unatoč lošoj kvaliteti snimke, prepoznao da pjesma ima potencijala. Snimili su je u svibnju 1991. u studiju Sound City u Van Nuysu u Kaliforniji. Uz neke izmjene
koje je dodao Vig, svega tri puta su odsvirali pjesmu, te su odlučili zadržati drugu snimku.

## Objavljivanje i uspjeh
Pjesma je objavljena 10. rujna 1991. kao vodeći singl s albuma Nevermind, koji je bio njihov prvi s izdavačkom kućom DGC Records. U početku se nije nalazila na top ljestvicama, te je prodana samo u regijama SAD-a u kojima su bile ustanovljene fan grupe sastava. Nije se očekivalo da će postati hit, te se predviđalo da će idući singl "Come as You Are" postati popularan. Međutim, pjesma je često puštana na studentskim i rock radio postajama, te se singl počeo dobro prodavati. Spot je premijerno prikazan na MTV-evoj kasnovečernjoj emisiji 120 Minutes, te se pokazalo
da je toliko popularna, da su je počeli prikazivati i u regularnom dnevnom terminu, te je do kraja godine, kao i album, postala hit.
Osim komercijalnog uspjeha, dobila je i mnoge pohvale od kritičara. Tako su je Village Voice, Pazz & Jop te Melody Maker uvrstili na prvo mjesto najboljih pjesama 1991. godine, a Rolling Stone na drugo. Također, nalazila se na šestom mjestu Billboardove top ljestvice, a album na samom vrhu. S prodanih milijun primjeraka nagrađena je i platinastom nakladom. Unatoč tome, zbog njezinog zvuka mnoge američke radio postaje su je puštale isključivo u noćnom terminu.
Bila je popularna i u ostalim državama, u UK se nalazila na sedmom mjestu top ljestvica. Nominirana je za dva Grammyja, u kategoriji za najbolju hard rock izvedbu, te za najbolju rock pjesmu. No, nagrada za najbolju rock pjesmu pripala je Ericu Claptonu, što je kasnije časopis Entertainment Weekly proglasio jednim od deset najvećih iznenađenja u povijesti Grammyja.
Mediji su "Smells Like Teen Spirit" proglasili "himnom generacije", a Cobaina "glasnogovornikom generacije X". U godinama nakon Cobainove smrti 1994., pjesma je i dalje dobivala kritičke aklamacije. U zajedničkoj top listi MTV-a i Rolling Stonea, 
2000. je proglašena trećom najboljom pop pjesmom, iza pjesma "Yesterday" The Beatlesa, te "(I Can't Get No) Satisfaction" Rolling Stonesa. 
Televizijska postaja VH1 ju je 2003. proglasila najboljom pjesmom u posljednjih 25 godina. Godine 2002. NME ju je smjetio na drugo mjesto "100 najboljih singlova svih vremena",Q na treće, a Rolling Stone na deveto mjesto "500 najboljih pjesama svih vremena".
Godine 2006. u anketi britanske postaje VH1, refren "I feel stupid and contagious/here we are now, entertain us", su glasači proglasili trećim najomiljenijim.

## Riječi pjesme
Riječi pjesme je većini slušatelja teško razumjeti, kako zbog njihove besmislenosti, tako i zbog Cobainovog načina pjevanja, a čak ni na omotu albuma nisu napisane riječi nijedne pjesme. To je bio i jedan od razloga zašto u početku radio postaje nisu htjele puštat pjesmu; s jedne su Geffenovom promotoru poručili: "Ne možemo puštati ovo. Ne razumijem o čemu pjeva." Na MTV-u su čak puštali verziju spota s riječima pjesme u titlovima. Stihovi pjesama s albuma su kasnije objavljeni na omotu singla "Lithium" iz 1992.
"Smells Like Teen Spirit" je naširoko interpretirana kao himna tinejdžerske revolucije, što je potkrijepljeno i njenim spotom.
U intervjuu povodom objavljivanja albuma, Cobain je izjavio da je pjesma o njegovim prijateljima, objašnjavajući: "Mi se još uvijek osjećamo kao da smo tinejdžeri, jer ne prihvaćamo pravila koja se očekuju od nas kao odraslih". U idućim intervjuima je promijenio svoje objašnjenje pjesme, te je rijetko kad govorio o njenom značenju. U biografiji Michaela Azerrada izjavio je da je osjećao dužnost da "opiše što osjeća o svojem okruženju, te o svojoj generaciji i ljudima njegove dobi."
U knjizi Teen Spirit: The Stories Behind Every Nirvana Song opisana je kao "tipično sumorno Cobainovo istraživanje o smislu i besmislu". Azerrad ističe suprotstavljanje Cobainovih kontradiktornih stihova, kao npr. "It's fun to lose and to pretend" ("Zabavno je gubiti i pretvarati se"), te kaže kako "smisao koja proizlazi nije samo konflikt dviju suprotstavljenih ideja, nego zbunjenost i ljutnja koju konflikt uzrokuje kod pripovjedača- on je ljut
što je zbunjen". Azerrad zaključuje da je pjesma "sarkastična reakcija na ideju o pokretanju revolucije, no prihvaća tu ideju.
Cobain je također slično izjavio: "Cijela pjesma je sastavljena od kontadiktornih ideja [.. .] To je samo ismijavanje pomisli o revoluciji. No, to je lijepa pomisao." Bubnjar Dave Grohl tvrdi da ne vjeruje da pjesma sadrži neku poruku: "Vidjevši Kurta kako piše riječi pet minuta prije nego što ju je prvi put otpjevao, teško je zamisliti da pjesma govori o nečemu. Trebaš slogove da ispuniš prostor ili nešto što se rimuje.

## Videospot
Videospot za pjesmu bio je prvi za redatelja Samuela Bayera. Bayer vjeruje da su njega zaposlili zato što je sastav očekivao da će njegova produkcija biti "punk" i "ne korporativna". Spot počinje školskim koncertom koji završava u anarhiji i neredima. Inspiracija je preuzeta iz Kaplanovog filma iz 1979. Over the Edge, te filma Ramonesa Rock 'n' Roll High School U spotu, snimanom u Culver Cityju, sastav svira u zadimljenoj sportskoj dvorani srednje škole pred učenicima te navijačicama u crnim uniformama s anarhističkim simbolom, zaokruženim slovom A. Pri kraju
spota, u sveopćem kaosu, učenici razbijaju set te instrumente sastava. Cobainu se nije svidjelo Bayerovo konačno izdanje, te je osobno izmijenio neke stvari. Jedna od najvećih izmjena je u predzadnjoj sceni, u kojoj je izbliza snimljeno njegovo lice.
Kao i sama pjesma, i spot je hvaljen od strane kritičara. David Fricke, pisac za Rolling Stone je izjavio da spot izgleda kao "najbolja gaža koju možete zamisliti". Sastav je za spot dobio dvije nagrade na MTV Video Music Awardsu 1992., za najboljeg novog izvođača, te za najbolji alternativni sastav. Godine 2000. Guinnessova knjiga rekorda proglasila ga je najemitiranijim spotom na MTV Europe.
U narednim godinama, Amy Finnerty, bivša zaposlenica MTV-a je izjavila da je video "potpuno promijenio izgled MTV-a". VH1 ga je proglasio 18. najvećim rock & roll trenutkom na televiziji.,
a 2001. četvrtim najboljim spotom svih vremena.
Snimljene su bar dvije parodije na spot, Weird Al Yankovic za pjesmu "Smells Like Nirvana" i Bob Sinclair za "Rock This Party (Everybody Dance Now)".

## Nastupi uživo
"Smells Like Teen Spirit" je prvi put odsvirana uživo 17. travnja 1991. u OK Hotelu u Seattleu. Snimka tog nastupa nalazi se na DVD boks setu With the Lights Out, dok su kratki isječci dostupni i na DVD-u Classic Albumsa Neverminda, te u dokumentarcu Hype!.
Budući da tada nisu još bile u potpunosti napisane riječi pjesme, primjetna je razlika između konačne verzije. Tako su primjerice prvi stihovi "Come out and play, make up the rules" umjesto "Load up on guns, bring your friends."  Snimanje prijašnje verzije nalazi se na albumima With the Lights Out te na Sliver: The Best of the Box. Također, sličan nastup uživo nalazi se i na dokumentarcu 1991: The Year Punk Broke, snimanom na ljetnoj turneji u Europi 1991. sa sastavom Sonic Youth.
Sastav je često mijenjao riječi pjesme te tempo na nastupima uživo. Jedan od njihovih poznatih nastupa je bio na BBC-ovoj emisiji Top of the Pops 1991. godine, kada je sastav odbio nastupati na snimljenu matricu, te je Cobain, pjevajući dubokim glasom promijenio riječi (npr. umjesto  "Load up on guns, bring your friends" otpjevao je "Load up on drugs, kill your friends"). Novine The Observer su konstatirale da je Nirvanin nastup bio zaslužan što se pjesma idući tjedan našla među prvih deset na top ljestvicama.
Nastup se može vidjeti na videu iz 1994. Live! Tonight! Sold Out!!.

## Obrade
Pjesmu su obradili mnogi glazbenici i sastavi, prva je bila Tori Amos, koji je snimila akustičnu verziju na klaviru. Od ostalih glazbenika, obradio ju je jazz trio The Bad Plus, sastavi Xorcist, Melvins, The Moog Cookbook, The Flying Pickets koji su snimili a cappella verziju, Blanks 77, Flyleaf, glazbenica Patti Smith, Paul Anka koju ju je snimio u swing stilu, te mnogi drugi.
Također, snimljeno je i nekoliko parodija na pjesmu, najpoznatija je "Smells Like Nirvana" Weird Al Yankovica, iz 1992. u kojoj ismijava to što ne razumije riječi pjesme, kao ni njihov smisao. Yankovic je izjavio da mu je Cobain, kad je čuo parodiju rekao da je shvatio da je Nirvana uspjela.

## Formati i popisi pjesama
| UK 7" singl (DGC 5) 1. "Smells Like Teen Spirit" (Cobain, Grohl, Novoselic) – 4:30 2. "Drain You" (Cobain) – 3:43 UK 12" singl (DGCT 5) 1. "Smells Like Teen Spirit" (Cobain, Grohl, Novoselic) – 5:01 2. "Drain You" (Cobain) – 3:43 3. "Even in His Youth" (Cobain, Grohl, Novoselic) – 3:03 - S albumskom "Smells Like Teen Spirit." UK CD singl (DGCTD 5) 1. "Smells Like Teen Spirit" (Cobain, Grohl, Novoselic) – 4:30 2. "Drain You" (Cobain) – 3:43 3. "Even in His Youth" (Cobain, Grohl, Novoselic) – 3:03 4. "Aneurysm" (Cobain, Grohl, Novoselic) – 4:44 UK picture disc 12" singl (DGCTP 5) 1. "Smells Like Teen Spirit" (Cobain, Grohl, Novoselic) – 5:01 2. "Even in His Youth" (Cobain, Grohl, Novoselic) – 3:03 3. "Aneurysm" (Cobain, Grohl, Novoselic) – 4:44 - S albumskom verzijom "Smells Like Teen Spirit." | SAD 7" singl (DGCS7-19050) 1. "Smells Like Teen Spirit" (Cobain, Grohl, Novoselic) – 4:30 2. "Even in His Youth" (Cobain, Grohl, Novoselic) – 3:03 SAD CD singl (DGCDS-21673) 1. "Smells Like Teen Spirit" (Cobain, Grohl, Novoselic)– 4:30 2. "Even in His Youth" (Cobain, Grohl, Novoselic) – 3:03 3. "Aneurysm" (Cobain, Grohl, Novoselic) – 4:44 SAD cassette singl (DGCCS-19050) 1. "Smells Like Teen Spirit" (Cobain, Grohl, Novoselic) – 4:30 2. "Even in His Youth" (Cobain, Grohl, Novoselic) – 3:03 |  |

## Top ljestvice
| Ljestvica (1991.)                    | Pozicija |
| ------------------------------------ | -------- |
| Švedska                              | 3.       |
| UK Singles Chart                     | 7.       |
| SAD Billboard Hot Modern Rock Tracks | 1.       |
| Ljestvica (1992                      | Pozicija |
| Australija                           | 5.       |
| Austrija                             | 8.       |

| Ljestvica (1992.)                                | Pozicija |
| ------------------------------------------------ | -------- |
| Francuska                                        | 1.       |
| Norveška                                         | 2.       |
| Švicarska                                        | 6.       |
| SAD Billboard Hot 100                            | 6.       |
| SAD Billboard Hot Mainstream Rock Tracks         | 7.       |
| SAD Billboard Hot Dance Music/Club Play          | 14.      |
| SAD Billboard Hot Dance Music/Maxi-Singles Sales | 27.      |